# Stepan Makarov

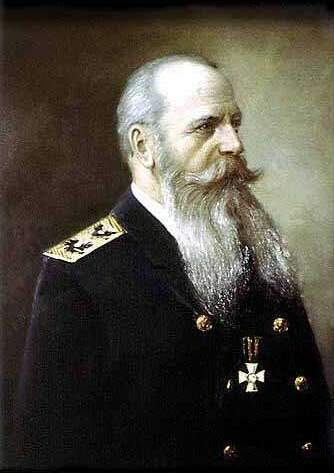
Stepan Makarov

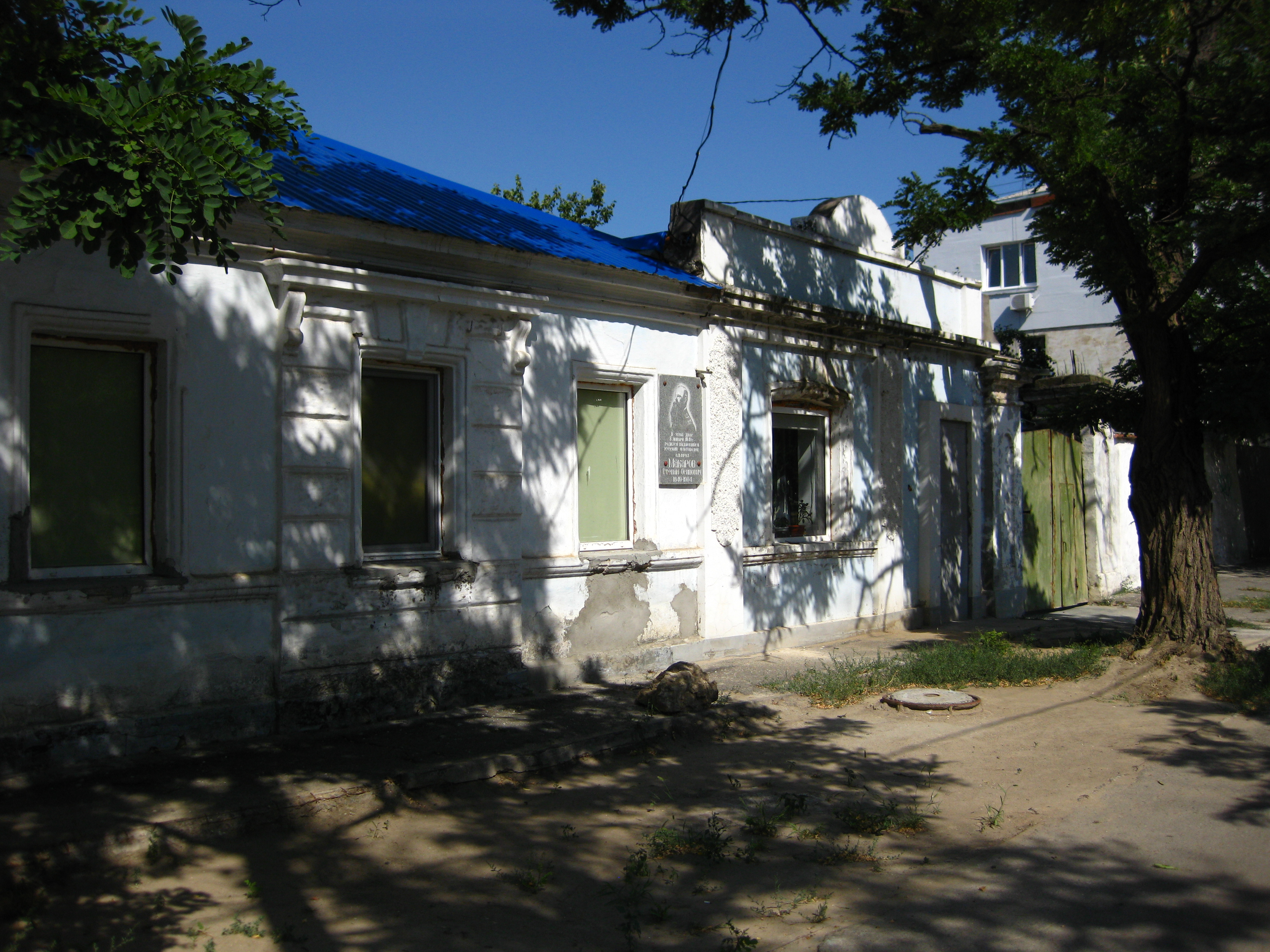
Makarov's geboortehuis te Mykolajiv

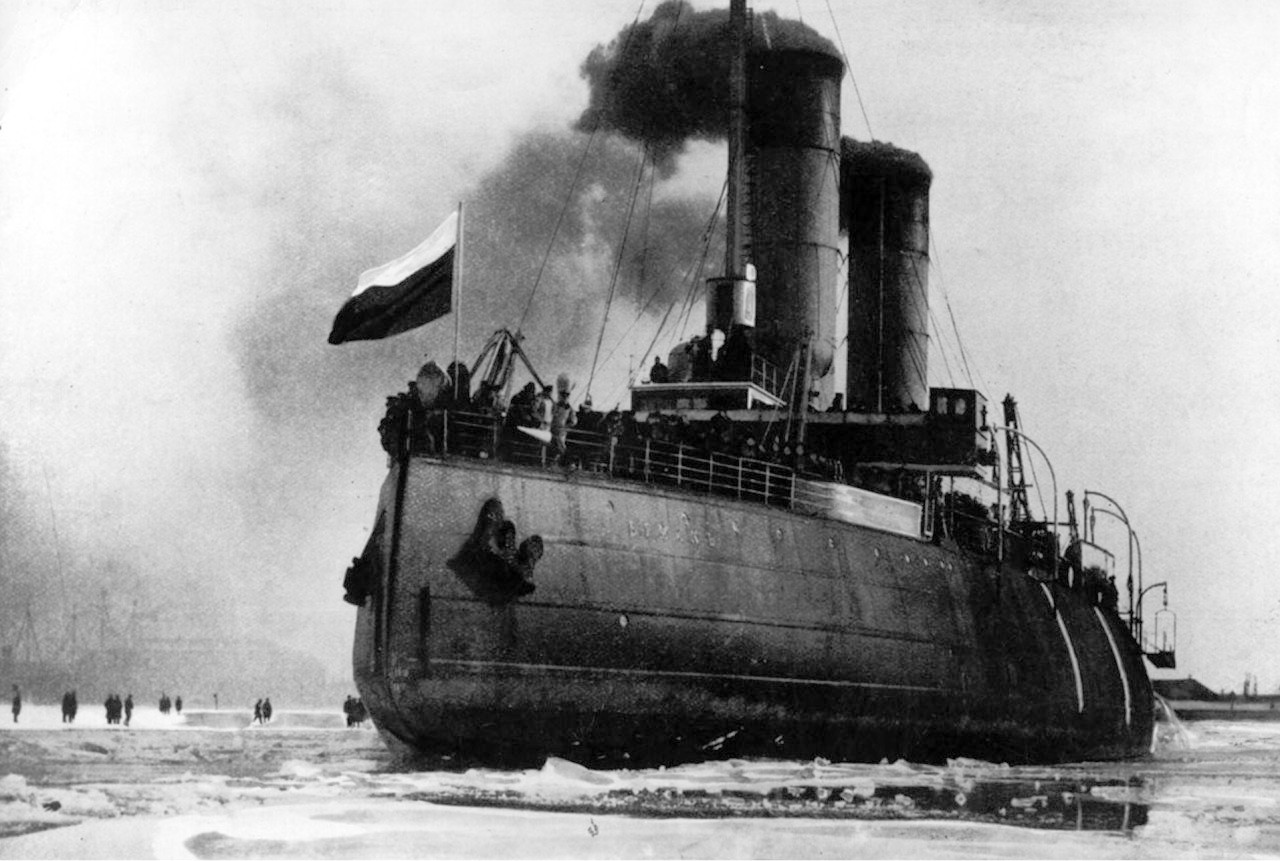
IJsbreker Jermak

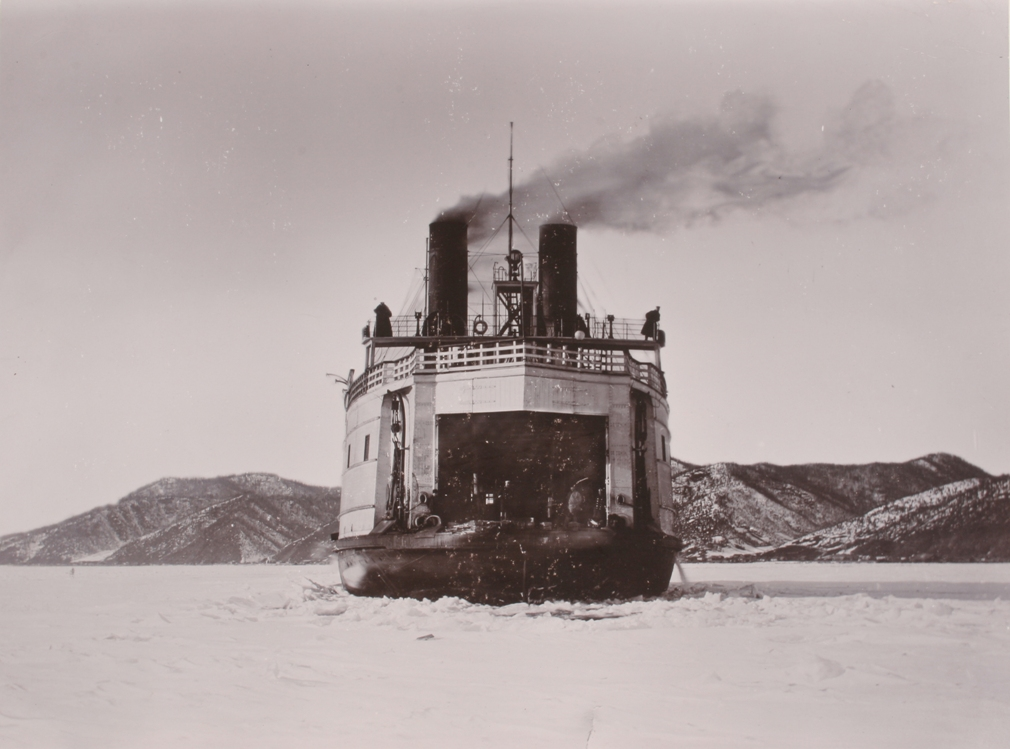
IJsbreker SS Baikal op het Baikalmeer

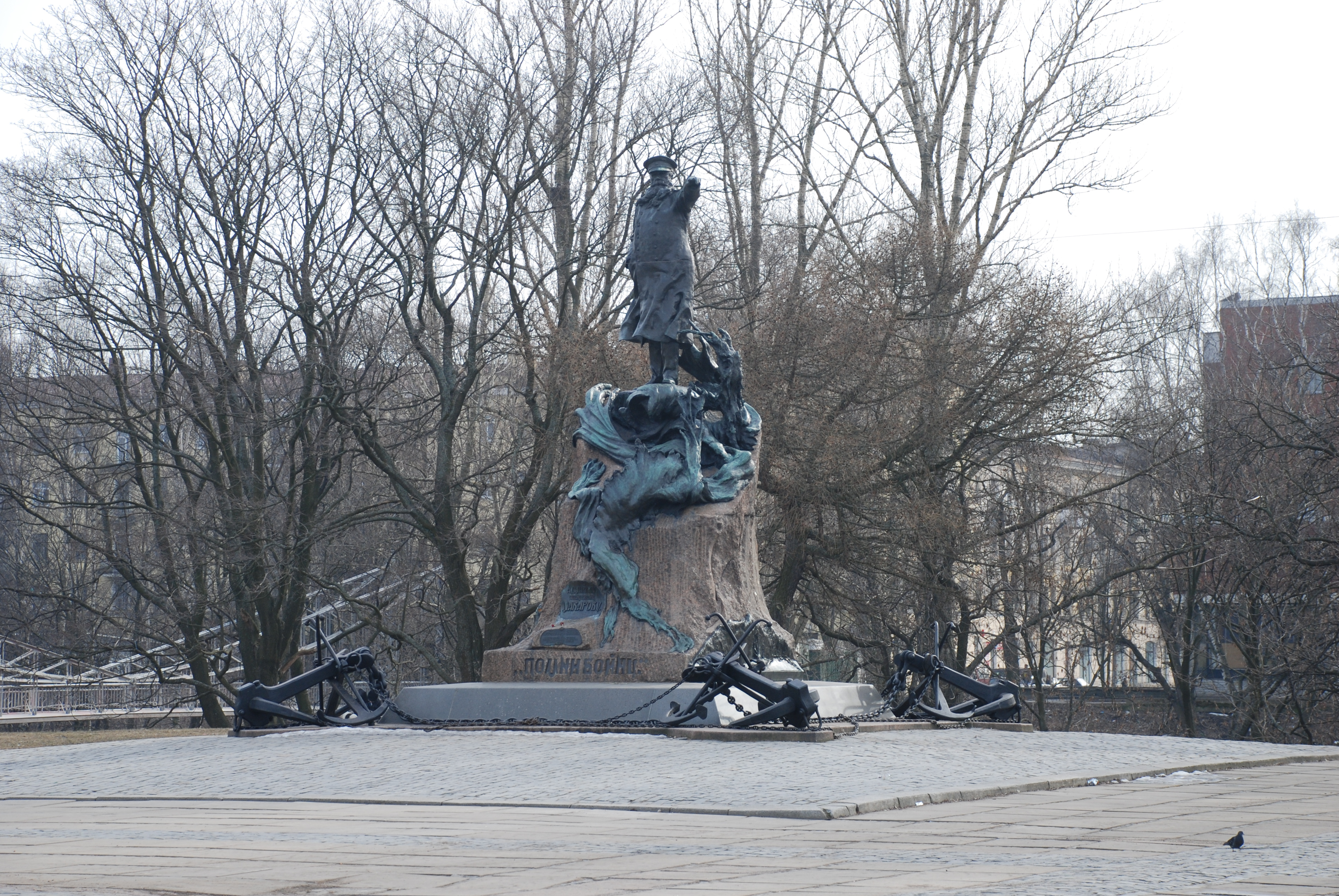
Monument voor Stepan Makarov te Kronstadt.

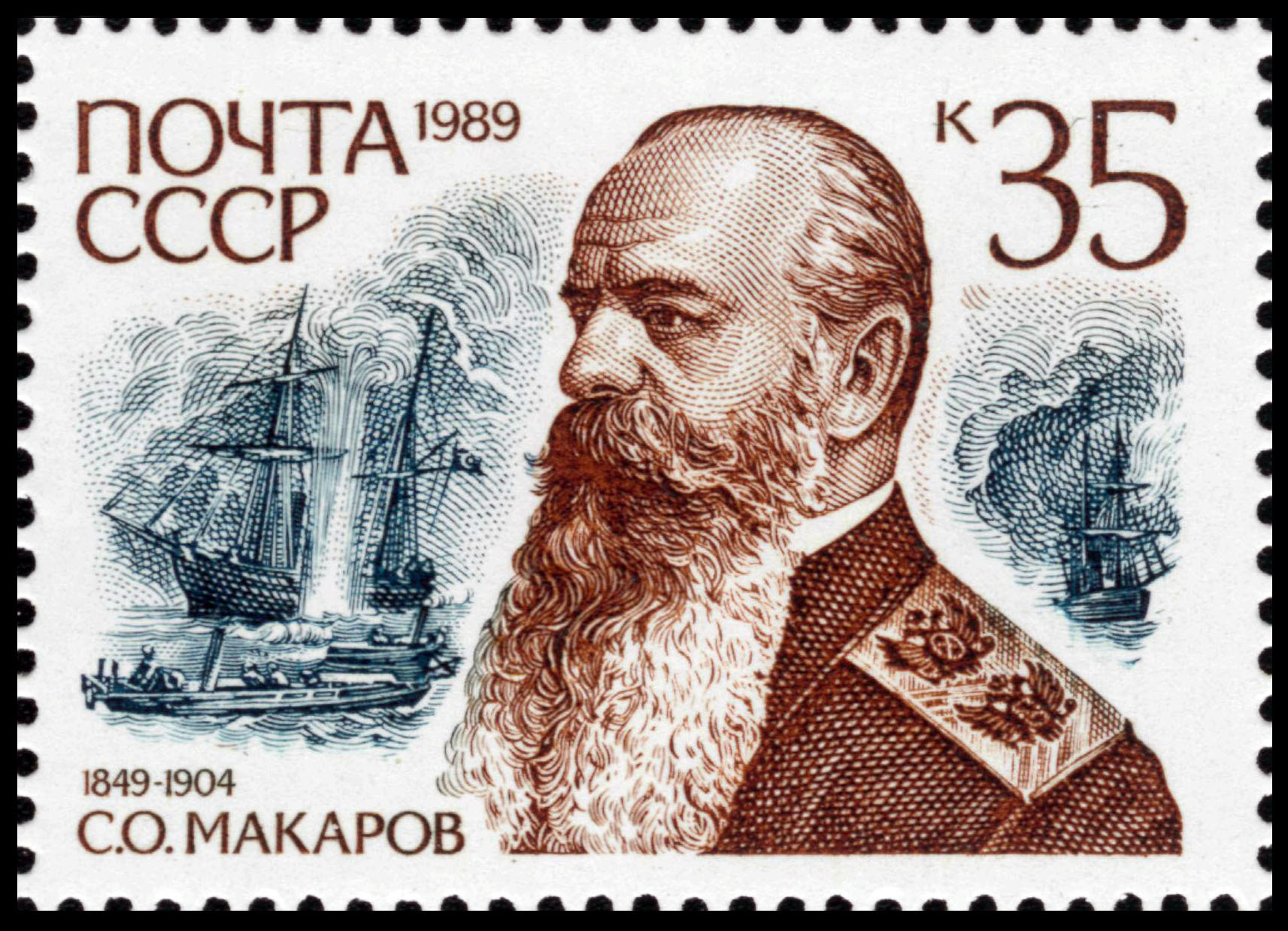
Stepan Makarov op een postzegel

Stepan Osipovitsj Makarov (Russisch: Степан Осипович Макаров) (Mykolajiv, 27 december 1848 – Port Arthur, 31 maart 1904) was een Russisch admiraal.

## Beginjaren
Stepan Makarov was de zoon van een marineofficier (прапорщик по Адмиралтейству, praporsjtsjik po Admiralitejstvoe). Het gezin verhuisde in 1858 naar Nikolajevsk aan de Amoer en Makarov ging daar naar school. In 1863 ging hij bij de Russische Keizerlijke Marine waar hij als vaandrig diende op een klipper van de Pacifische Vloot. In 1866 voer hij met het korvet Askold van Vladivostok naar Kronstadt langs Kaap de Goede Hoop. Makarov diende tussen 1867 en 1876 bij de Baltische Vloot onder admiraal Andrej Aleksandrovitsj Popov. In 1876 werd hij overgeplaatst naar de Zwarte Zeevloot.

## Russisch-Turkse Oorlog
Makarov diende als kapitein op de torpedoboot Veliki Knjaz Konstantin in de Russisch-Turkse Oorlog van 1877-1878. Op 16 januari 1877 lanceerde hij de eerste torpedo naar de Turkse İntibâh.

## Wereldreizen
Makarov voer in 1886-1889 en in 1894-1896 rond de wereld met het korvet Vitjaz.

## IJsbrekers
Hij liet de eerste ijsbreker bouwen, de Jermak en voer er in 1899 en 1901 mee naar de Arctis.
Makarov ontwierp twee ijsbrekers om de Trans-Siberische spoorlijn over het Baikalmeer te verbinden: de veerboot SS Baikal in 1897 en pakketboot SS Angara in 1900. Armstrong Whitworth bouwde die schepen te Newcastle upon Tyne en zond ze in onderdelen naar Listvjanka voor montage. De stoomketels en motoren waren te Sint-Petersburg gebouwd. De Baikal had 15 stoomketels, vier schouwen, was 64 m lang en kon 24 rijtuigen en een locomotief vervoeren. De Angara was kleiner en had twee schouwen. De Baikal brandde uit in de Russische Burgeroorlog, de Angara ligt te Irkoetsk als museumschip.

## Russisch-Japanse Oorlog
Na de verrassingsaanval van de Japanse Keizerlijke Marine op de marinebasis Port Arthur op 9 februari 1904 kreeg admiraal Makarov op 24 februari het bevel over de Russische Keizerlijke Marine.
Toen Japanse kruisers in maart Port Arthur bombardeerden vanaf de Gele Zee schoten de kruisers van Makarov terug en verdreven ze de Japanners.
Op 13 april 1904 keerde de Russische torpedoboot Strasny terug naar Port Arthur en werd hij onderschept door Japanse torpedoboten. Makarov zond meteen een kruiser Bajan en hij stuurde drie slagschepen, vier kruisers en een groep torpedoboten op de Gele Zee.
De Japanse schepen trokken zich terug en Makarov achtervolgde ze tot buiten het bereik van zijn kanonnen op het land. Toen zware Japanse eenheden zichtbaar werden, keerde Makarov terug naar Port Arthur. Zijn vlaggenschip de Petropavlovsk liep bij het havengat op twee Japanse zeemijnen. De Petropavlovsk zonk en Makarov verdronk.